# Радовљица
Радовљица (словен. Radovljica) је град и управно средиште истоимене општине Радовљица, која припада Горењској регији у Републици Словенији.
По попису становништва из 2011. године насеље Радовљица имало је 5.940 становника.

## Пчеларство
Радовљица је позната и као "родно мјесто" модерног пчеларства, управо у Радовљици је живио и радио Антон Јанша, зачетник савременог пчеларства, а у старом језгру мјеста постоји и Музеј пчеларства.